# Кубок Канады 1976
Кубок Канады 1976 года — первый по счёту хоккейный турнир Кубка Канады, проходивший со 2-го по 15 сентября в городах Виннипег, Монреаль, Оттава, Торонто, Квебек и Филадельфия. Победителем стала сборная Канады, обыгравшая в финале (серия до двух побед) сборную Чехословакии — 6:0, 5:4 (в овертайме).

## Предыстория

### Результаты «выставочных» матчей
- 18 августа, Гётеборг: Швеция 4 СССР 1
- 20 августа, Гётеборг: Швеция 2 СССР 4
- 23 августа, Пльзень: Чехословакия 7 Финляндия 2
- 24 августа, Пльзень: Чехословакия 4 Финляндия 1
- 26 августа, Евле: Швеция 2 Финляндия 3
- 28 августа, Стокгольм: Швеция 6 Финляндия 1
- 30 августа, Монреаль: Канада 7 Чехословакия 4
- 31 августа, Монреаль: СССР 5 США 4

## Предварительный этап

### 1 тур
| 02.09.1976 | \| Канада \| 11 : 2 (4:1, 2:0, 5:1) \| Финляндия \| \| Мартен Р. (Лефлер, Лапойнт) (03:54), 1-0 Халл Б. (Орр, Потвен) (06:33), 2-0 Эспозито Ф. (Халл, Орр) (07:11), 3-0 Халл Б. (12:20), 4-0 Лич Р. (Орр, Мартен) (23:13), 5-1 Шатт С. (Савар, Маховлич) (26:06), 6-1 Мартен Р. (Потвен, Перро) (40:58), 7-1 Эспозито Ф. (Маховлич, Савар) (48:25), 8-2 Мартен Р. (Перро, Лефлер) (51:12), 9-2 Перро Ж. (Лефлер, Мартен) (51:38), 10-2 Ситтлер Д. (55:52), 11-2 \| Голы \| 4-1, (17:09) Оксанен Л. (Э.Пелтонен) 7-2, (41:42) Макконен К. (Лево, Коскинен) \| | Оттава, Сивик Сентр Зрителей: 9,500                                            |
| Составы: Канада: Вашон; Лапойнт(2) — Уотсон(2), Орр(4) — Потвен, Робинсон — Савар; Лич — Кларк — Барбер, Дионн(2) — Ф.Эспозито — Б.Халл, Лефлер — П.Маховлич — Шатт(2), Мартен — Перро — Ситтлер. Финляндия: Леппянен (Маттссон 07.11); Раутакаллио(2) — Риихиранта, Нуммелин — Саари(2), Флинк — Лево; Тамминен — Кетола — Линнонмаа, Капанен — Хагман(2) — Репо, Ринне — Коскинен — Макконен, Э.Пелтонен — Койвулахти — Оксанен. | |                                                                                |
| Канада | 11 : 2 (4:1, 2:0, 5:1) | Финляндия                                                                      |
| Мартен Р. (Лефлер, Лапойнт) (03:54), 1-0 Халл Б. (Орр, Потвен) (06:33), 2-0 Эспозито Ф. (Халл, Орр) (07:11), 3-0 Халл Б. (12:20), 4-0 Лич Р. (Орр, Мартен) (23:13), 5-1 Шатт С. (Савар, Маховлич) (26:06), 6-1 Мартен Р. (Потвен, Перро) (40:58), 7-1 Эспозито Ф. (Маховлич, Савар) (48:25), 8-2 Мартен Р. (Перро, Лефлер) (51:12), 9-2 Перро Ж. (Лефлер, Мартен) (51:38), 10-2 Ситтлер Д. (55:52), 11-2                           | Голы | 4-1, (17:09) Оксанен Л. (Э.Пелтонен) 7-2, (41:42) Макконен К. (Лево, Коскинен) |

| 03.09.1976 | \| Швеция \| 5 : 2 (5:0, 0:0, 0:2) \| США \| \| Салминг Б.(Б.Йоханссон,Хаммерстрем) (06:56), 1-0 Эрикссон Р. (Хедберг, Валтин) (07:39), 2-0 Хедберг А. (Р.Эрикссон, Бергман) (14:16), 3-0 Видинг Ю. (Лундстрем, Хаммерстрем) (15:45), 4-0 Лундстрём Т. (Видинг, Б.Салминг) (19:27), 5-0 \| Голы \| 5-1, (44:21) Талафус Д. (Фторек) 5-2, (58:24) Талафус Д. (Фторек) \| | Торонто, Мэйпл Лиф-гарденс Зрителей: 12,211                       |
| Составы: Швеция: Астрем; Б.Салминг — Б.Йоханссон, Бергман(2) — Валтин, С.Салминг(2) — Шеберг(2); Хаммерстрем — Видинг — Т.Лундстрем(2), Хедберг — У.Нильссон(2) — Р.Эрикссон, Викстрем — Брасар — Лабраатен, Линдстрем(5). США:Курран; Нанн(2) — Кристи(2), Сарджент/2/ — Найроп, Чартроу(2) — Милбари(2+10); Болдак — Палаззари — Патрик, Талафус(4) — Фторек — Дженсен, К.Беннет — Ахерн — Полич, Норрис(2) — Хенгслебен — О Флаерти. | |                                                                   |
| Швеция | 5 : 2 (5:0, 0:0, 0:2) | США                                                               |
| Салминг Б.(Б.Йоханссон,Хаммерстрем) (06:56), 1-0 Эрикссон Р. (Хедберг, Валтин) (07:39), 2-0 Хедберг А. (Р.Эрикссон, Бергман) (14:16), 3-0 Видинг Ю. (Лундстрем, Хаммерстрем) (15:45), 4-0 Лундстрём Т. (Видинг, Б.Салминг) (19:27), 5-0 | Голы | 5-1, (44:21) Талафус Д. (Фторек) 5-2, (58:24) Талафус Д. (Фторек) |

| 03.09.1976 | \| ЧССР \| 5 : 3 (2:0, 1:1, 2:2) \| СССР \| \| Новы М. (Поспишил) (12:09), 1-0 Поспишил Ф. (Аугуста, Новы) (19:21), 2-0 Новы М. (П.Штястны, Махач) (39:38), 3-1 Штястный Б. (Мартинец, И.Новак) (44:33), 4-2 Мартинец В. (Бубла) (53:06), 5-2 \| Голы \| 2-1, (21:07) Мальцев А. 3-2, (44:00) Балдерис Х. (Шалимов) 5-3, (53:59) Ковин В. (Скворцов, Гусев) \| | Монреаль, Форум Зрителей: 16,193                                                                   |
| Составы: ЧССР: Холечек; Махач — Поспишил, Бубла — Кайкл, Халупа(4) — Дворжак; П.Штястны — Новы — Аугуста(2), М.Штястны(2) — Глинка — И.Холик, Мартинец — И.Новак — Б.Штястны(4), Черник. СССР: Третьяк; Васильев — Билялетдинов, Лутченко(2) — Гусев, Бабинов(4) — Крикунов; Балдерис — Мальцев — Шалимов, Викулов — Жлуктов — Б.Александров, Лебедев — Репнёв(6) — Капустин, Скворцов — Ковин — Белоусов. | | |
| ЧССР | 5 : 3 (2:0, 1:1, 2:2) | СССР                                                                                               |
| Новы М. (Поспишил) (12:09), 1-0 Поспишил Ф. (Аугуста, Новы) (19:21), 2-0 Новы М. (П.Штястны, Махач) (39:38), 3-1 Штястный Б. (Мартинец, И.Новак) (44:33), 4-2 Мартинец В. (Бубла) (53:06), 5-2 | Голы | 2-1, (21:07) Мальцев А. 3-2, (44:00) Балдерис Х. (Шалимов) 5-3, (53:59) Ковин В. (Скворцов, Гусев) |

### 2 тур
| 05.09.1976 | \| Швеция \| 3 : 3 (2:0, 0:1, 1:2) \| СССР \| \| Нильссон У. (Хедберг, Бергман) (07:48), 1-0 Салминг Б. (Шеберг, У.Нильссон) (13:12), 2-0 Хедберг А. (Б.Салминг) (57:28), 3-3 \| Голы \| 2-1, (29:42) Капустин С. (Мальцев, Васильев) 2-2, (49:46) Балдерис Х. (Жлуктов, Бабинов) 2-3, (51:24) Капустин С. (Мальцев, Репнёв) \| | Монреаль, Форум Зрителей: 14,215 |
| Составы: Швеция: Астрем; Б.Салминг — Б.Йоханссон, Бергман(4) — Валтин, С.Салминг — Шеберг; Викстрем — Видинг — Т.Лундстрем(2), Хедберг(2) — У.Нильссон(2) — Р.Эрикссон, Ольберг — Брасар(2) — Лабраатен, Хаммерстрем, Л-Й.Нильссон. СССР: Третьяк; Васильев(2) — Билялетдинов, Лутченко — Куликов(2), Бабинов(2) — Крикунов, Гусев; Балдерис(4) — Жлуктов — Б.Александров, Мальцев — Репнёв — Капустин, Скворцов — Ковин — Белоусов(2). | | |
| Швеция | 3 : 3 (2:0, 0:1, 1:2) | СССР |
| Нильссон У. (Хедберг, Бергман) (07:48), 1-0 Салминг Б. (Шеберг, У.Нильссон) (13:12), 2-0 Хедберг А. (Б.Салминг) (57:28), 3-3 | Голы | 2-1, (29:42) Капустин С. (Мальцев, Васильев) 2-2, (49:46) Балдерис Х. (Жлуктов, Бабинов) 2-3, (51:24) Капустин С. (Мальцев, Репнёв) |

| 05.09.1976 | \| ЧССР \| 8 : 0 (1:0, 3:0, 4:0) \| Финляндия \| \| Мартинец В. (И.Новак, Б.Штястны) (10:34), 1-0 Аугуста Й. (Новы, П.Штястны) (24:11), 2-0 Эберманн Б. (Кайкл, Глинка) (31:22), 3-0 Бубла И. (И.Холик) (39:21), 4-0 Новы М. (Черник) (40:24), 5-0 Бубла И. (М.Штястны) (50:24), 6-0 Халупа М. (Дворжак) (55:26), 7-0 Поузар Я. (М.Штястны, П.Штястны) (59:00), 8-0 \| Голы \| \| | Торонто, Мэйпл Лиф-гарденс Зрителей: 16,309 |
| Составы: ЧССР: Холечек; Махач — Поспишил, Бубла — Кайкл, Халупа — Дворжак(2); Черник — Новы — Аугуста, М.Штястны — П.Штястны — Поузар(2), Мартинец — И.Новак — Б.Штястны(2), Эберман(4) — Глинка(2) — И.Холик. Финляндия: Леппянен; Раутакаллио — Риихиранта(2, Нуммелин — Лево(2), Флинк(2) — Литма(4); Вехманен — Кетола — Э.Пелтонен, Тамминен — Хагман(2) — Репо, Раутиайнен — Коскинен(2) — Макконен, Ринне — Койвулахти — Оксанен. | |                                             |
| ЧССР | 8 : 0 (1:0, 3:0, 4:0) | Финляндия                                   |
| Мартинец В. (И.Новак, Б.Штястны) (10:34), 1-0 Аугуста Й. (Новы, П.Штястны) (24:11), 2-0 Эберманн Б. (Кайкл, Глинка) (31:22), 3-0 Бубла И. (И.Холик) (39:21), 4-0 Новы М. (Черник) (40:24), 5-0 Бубла И. (М.Штястны) (50:24), 6-0 Халупа М. (Дворжак) (55:26), 7-0 Поузар Я. (М.Штястны, П.Штястны) (59:00), 8-0 | Голы |                                             |

| 05.09.1976 | \| Канада \| 4 : 2 (3:0, 0:2, 1:0) \| США \| \| Эспозито Ф. (Дионн, Орр) (04:47), 1-0 Маховлич П. (Орр, Шатт) (12:51), 2-0 Халл Б. (Дионн, Потвен) (18:15), 3-0 Ситтлер Д. (Маховлич,Савар) (59:47), 4-2 \| Голы \| 3-1, (30:33) Ахерн Ф. (К.Беннет, Найроп) 3-2, (36:39) Дженсен С. \| | Монреаль, Форум Зрителей: 16,339.                                |
| Составы: Канада: Вашон; Лапойнт — Уотсон, Орр — Потвен(2), Робинсон — Савар; Лич(2) — Ситтлер — Барбер, Дионн — Ф.Эспозито — Б.Халл, Лефлер — П.Маховлич — Шатт(2), Мартен — Перро(2) — Гэйр. США(2): Лопрести; Фоголин(4) — Кристи, Сарджент — Найроп, Нанн(2) — Милбари; Чартроу — Х.Беннет — Патрик, Талафус — Фторек — Дженсен, К.Беннет — Ахерн — Полич(4), Норрис — Хенгслебен — О Флаерти. | |                                                                  |
| Канада | 4 : 2 (3:0, 0:2, 1:0) | США                                                              |
| Эспозито Ф. (Дионн, Орр) (04:47), 1-0 Маховлич П. (Орр, Шатт) (12:51), 2-0 Халл Б. (Дионн, Потвен) (18:15), 3-0 Ситтлер Д. (Маховлич,Савар) (59:47), 4-2 | Голы | 3-1, (30:33) Ахерн Ф. (К.Беннет, Найроп) 3-2, (36:39) Дженсен С. |

### 3 тур
| 07.09.1976 | \| СССР \| 11 : 3 (4:2, 4:1, 3:0) \| Финляндия \| \| Мальцев А. (Васильев, Капустин) (03:27), 1-0 Жлуктов В.(Балдерис, Б.Александров) (07:19), 2-1 Жлуктов В. (Васильев, Капустин) (09:14), 3-1 Репнёв В. (Гусев,Мальцев) (13:49), 4-1 Жлуктов В. (Гусев, Балдерис) (25:11), 5-3 Мальцев А. (Капустин) (26:42), 6-3 Капустин С. (Репнёв, Мальцев) (28:55), 7-3 Жлуктов В. (Балдерис, Билялетдинов) (30:12), 8-3 Викулов В. (Б.Александров, Жлуктов) (49:09), 9-3 Викулов В. (Жлуктов, Гусев) (56:25), 10-3 Ковин В. (Скворцов, Белоусов) (57:12), 11-3 \| Голы \| 1-1, (03:57) Раутакаллио П. (Хагман, Капанен) 4-2, (18:23) Макконен К. (Коскинен,Раутиайнен) 4-3, (23:09) Хагман М (Нуммелин). \| | Монреаль, Форум Зрителей: 16,500                                                                                               |
| Составы: СССР: Третьяк; Васильев — Билялетдинов(2), Гусев — Куликов, Бабинов — Крикунов; Балдерис(2) — Жлуктов — Б.Александров(2), Мальцев — Репнёв — Капустин, Скворцов — Ковин(2) — Белоусов, Лебедев — Викулов — А.Голиков. Финляндия: Маттссон (Леппянен 26.42); Раутакаллио — Нуммелин, Риихиранта(2) — Флинк, Й.Пелтонен — Литма; Вехманен(2) — Кетола — Э.Пелтонен, Капанен — Хагман(2) — Репо, Раутиайнен — Коскинен(2) — Макконен, Линнонмаа — Койвулахти — Оксанен.                     | | |
| СССР | 11 : 3 (4:2, 4:1, 3:0) | Финляндия |
| Мальцев А. (Васильев, Капустин) (03:27), 1-0 Жлуктов В.(Балдерис, Б.Александров) (07:19), 2-1 Жлуктов В. (Васильев, Капустин) (09:14), 3-1 Репнёв В. (Гусев,Мальцев) (13:49), 4-1 Жлуктов В. (Гусев, Балдерис) (25:11), 5-3 Мальцев А. (Капустин) (26:42), 6-3 Капустин С. (Репнёв, Мальцев) (28:55), 7-3 Жлуктов В. (Балдерис, Билялетдинов) (30:12), 8-3 Викулов В. (Б.Александров, Жлуктов) (49:09), 9-3 Викулов В. (Жлуктов, Гусев) (56:25), 10-3 Ковин В. (Скворцов, Белоусов) (57:12), 11-3 | Голы | 1-1, (03:57) Раутакаллио П. (Хагман, Капанен) 4-2, (18:23) Макконен К. (Коскинен,Раутиайнен) 4-3, (23:09) Хагман М (Нуммелин). |

| 07.09.1976 | \| ЧССР \| 4 : 4 (0:0, 2:4, 2:0) \| США \| \| Глинка И. (И.Холик, П.Штястны) (21:06), 1-0 Бубла И. (Глинка) (30:13), 2-3 Глинка И. (М.Штястны) (45:30), 3-4 Аугуста Й. (Новы) (54:06), 4-4 \| Голы \| 1-1, (25:21) Хэнгслебен А. (Норрис, О Флаерти) 1-2, (28:35) Патрик К. (Х.Беннет, Уильямс) 1-3, (29:26) Патрик К. (Уильямс, Х.Беннет) 2-4, (31:02) Фторек Р (Милбари, Талафус). \| | Филадельфия, Спектрум Зрителей: 17,077 |
| Составы: ЧССР: Холечек (Дзурилла 41); Махач — Поспишил, Бубла — Кайкл, Халупа — Дворжак, Ф.Каберле; Черник — Новы — Аугуста, П.Штястны — Глинка — И.Холик, Мартинец — И.Новак — Б.Штястны(2), М.Штястны. США: Курран; Нанн — Кристи, Сарджент — Найроп, Чартроу — Милбари; Уильямс — Х.Беннет — Патрик, Талафус — Фторек(6) — Дженсен, К.Беннет — Ахерн — Полич, Норрис(2) — Хенгслебен(2) — О Флаерти. | | |
| ЧССР | 4 : 4 (0:0, 2:4, 2:0) | США |
| Глинка И. (И.Холик, П.Штястны) (21:06), 1-0 Бубла И. (Глинка) (30:13), 2-3 Глинка И. (М.Штястны) (45:30), 3-4 Аугуста Й. (Новы) (54:06), 4-4 | Голы | 1-1, (25:21) Хэнгслебен А. (Норрис, О Флаерти) 1-2, (28:35) Патрик К. (Х.Беннет, Уильямс) 1-3, (29:26) Патрик К. (Уильямс, Х.Беннет) 2-4, (31:02) Фторек Р (Милбари, Талафус). |

| 07.09.1976 | \| Канада \| 4 : 0 (1:0, 2:0, 1:0) \| Швеция \| \| Халл Б. (Эспозито, Дионн) (04:12), 1-0 Гейни Б. (Макдональд, Савар) (31:11), 2-0 Дионн М. (Маховлич) (39:40), 3-0 Гейни Б. (Ситтлер, Орр) (50:26), 4-0 \| Голы \| \| | Торонто, Мэйпл Лиф-гарденс Зрителей: 16,485 |
| Составы: Канада: Вашон; Лапойнт — Савар, Орр — Потвен(2), Робинсон; Макдональд — Ситтлер — Барбер(2), Дионн — Ф.Эспозито — Б.Халл, Лефлер(12) — П.Маховлич — Шатт(2), Мартен — Перро — Гейни, Кларк. Швеция: Астрем; Б.Салминг(2) — Б.Йоханссон(2), Бергман — Валтин, С.Салминг — Шеберг; Хаммерстрем — Видинг — Т.Лундстрем(2), Хедберг(2) — У.Нильссон — Р.Эрикссон, Викстрем — Брасар — Л.Э.Эрикссон, Ольберг, Лабраатен, Л-Й.Нильссон. | |                                             |
| Канада | 4 : 0 (1:0, 2:0, 1:0) | Швеция                                      |
| Халл Б. (Эспозито, Дионн) (04:12), 1-0 Гейни Б. (Макдональд, Савар) (31:11), 2-0 Дионн М. (Маховлич) (39:40), 3-0 Гейни Б. (Ситтлер, Орр) (50:26), 4-0 | Голы |                                             |

### 4 тур
| 09.09.1976 | \| Финляндия \| 8 : 6 (1:3, 4:2, 3:1) \| Швеция \| \| Раутиайнен М. (Репо, Коскинен) (14:51), 1-1 Хагман М. (Тамминен) (22:21), 4-2 Макконен К. (Раутакаллио, Риихиранта) (24:12), 4-3 Лево Т. (Макконен, Койвулахти) (28:02), 4-4 Тамминен Ю. (Хагман, Лево) (34:35), 5-5 Оксанен Л. (Койвулахти, Риихиранта) (42:55), 6-5 Оксанен Л. (Койвулахти) (52:55), 7-5 Тамминен Ю. (Репо,Хагман) (54:24), 8-5 \| Голы \| 1-0, (10:15) Юханссон Б. (Б.Салминг, Т.Лундстрем) 2-1, (16:55) Хедберг А. (Лабраатен) 3-1, (17:16) Хаммарстрём И. (Б.Йоханссон) 4-1, (22:04) Ольберг М. (С.Салминг, Л-Э.Эрикссон) 4-5, (30:56) Эрикссон Р. (Ольберг, Брасар) 8-6, (57:14) Эрикссон Р (Т.Лундстрем, Викстрем). \| | Виннипег, Виннипег Арена Зрителей: 8,037 |
| Составы: Финляндия: Леппянен; Раутакаллио — Риихиранта(4), Нуммелин — Сари, Флинк — Лево; Вехманен — Кетола(2) — Э.Пелтонен, Тамминен — Хагман — Репо, Раутиайнен — Коскинен — Макконен(2), Линнонмаа — Койвулахти — Оксанен. Швеция: Астрем; Б.Салминг — Б.Йоханссон, Эстлинг — Валтин, С.Салминг — Шеберг(2); Викстрем — Видинг — Т.Лундстрем, Хедберг — У.Нильссон(2) — Лабраатен(2), Хаммерстрем(2) — Р.Эрикссон — Л-Й.Нильссон, Ольберг — Брасар — Л.Э.Эрикссон. | | |
| Финляндия | 8 : 6 (1:3, 4:2, 3:1) | Швеция |
| Раутиайнен М. (Репо, Коскинен) (14:51), 1-1 Хагман М. (Тамминен) (22:21), 4-2 Макконен К. (Раутакаллио, Риихиранта) (24:12), 4-3 Лево Т. (Макконен, Койвулахти) (28:02), 4-4 Тамминен Ю. (Хагман, Лево) (34:35), 5-5 Оксанен Л. (Койвулахти, Риихиранта) (42:55), 6-5 Оксанен Л. (Койвулахти) (52:55), 7-5 Тамминен Ю. (Репо,Хагман) (54:24), 8-5 | Голы | 1-0, (10:15) Юханссон Б. (Б.Салминг, Т.Лундстрем) 2-1, (16:55) Хедберг А. (Лабраатен) 3-1, (17:16) Хаммарстрём И. (Б.Йоханссон) 4-1, (22:04) Ольберг М. (С.Салминг, Л-Э.Эрикссон) 4-5, (30:56) Эрикссон Р. (Ольберг, Брасар) 8-6, (57:14) Эрикссон Р (Т.Лундстрем, Викстрем). |

| 09.09.1976 | \| СССР \| 5 : 0 (3:0, 1:0, 1:0) \| США \| \| Александров Б. (Гусев, Викулов) (04:39), 1-0 Александров Б. (Жлуктов, Викулов) (10:39), 2-0 Жлуктов В. (Б.Александров, Викулов) (13:54), 3-0 Викулов В. (Куликов) (22:41), 4-0 Репнёв В. (А.Голиков) (57:46), 5-0 \| Голы \| \| | Филадельфия, Спектрум Зрителей: 13,776 |
| Составы: СССР: Третьяк; Васильев(4) — Билялетдинов(2), Гусев — Куликов, Бабинов — Крикунов; Викулов — Жлуктов — Б.Александров, Балдерис — Мальцев — Капустин, Скворцов — Ковин(2) — Белоусов, Лебедев — Репнёв — А.Голиков(2). США: Курран(2); Нанн — Кристи, Сарджент — Найроп, Чартроу(2) — Милбари; Уильямс — Х.Беннет(2) — Патрик, Талафус(2) — Фторек(10) — Дженсен(2), К.Беннет — Ахерн — Полич, Норрис(2) — Хенгслебен(10) — О Флаерти. | |                                        |
| СССР | 5 : 0 (3:0, 1:0, 1:0) | США                                    |
| Александров Б. (Гусев, Викулов) (04:39), 1-0 Александров Б. (Жлуктов, Викулов) (10:39), 2-0 Жлуктов В. (Б.Александров, Викулов) (13:54), 3-0 Викулов В. (Куликов) (22:41), 4-0 Репнёв В. (А.Голиков) (57:46), 5-0 | Голы |                                        |

| 09.09.1976 | \| ЧССР \| 1 : 0 (0:0, 0:0, 1:0) \| Канада \| \| Новы М. (Аугуста, Мартинец) (55:41), 1-0 \| Голы \| \| | Монреаль, Форум Зрителей: 17,346 |
| Составы: ЧССР: Дзурилла; Махач — Поспишил, Бубла — Кайкл, Халупа(2) — Дворжак; Черник — Новы — Аугуста, Эберман — Глинка — И.Холик, Мартинец(2) — И.Новак — Б.Штястны, М.Штястны — П.Штястны — Поузар. Канада: Вашон; Лапойнт — Савар, Орр — Робинсон, Потвен(4); Макдональд — Ситтлер — Гейни, Дионн(2) — Ф.Эспозито — Б.Халл, Лич — Кларк — Барбер, Мартен — Перро — Лефлер, П.Маховлич. | |                                  |
| ЧССР | 1 : 0 (0:0, 0:0, 1:0)                                                                                   | Канада                           |
| Новы М. (Аугуста, Мартинец) (55:41), 1-0 | Голы |                                  |

### 5 тур
| 11.09.1976 | \| США \| 6 : 3 (0:2, 4:0, 2:1) \| Финляндия \| \| Ахерн Ф. (Полич, К.Беннет) (27:20), 1-2 Фторек Р. (Хенгслебен, Милбари) (32:29), 2-2 Милбери М. (Патрик, Уильямс) (36:03), 3-2 Фторек Р. (Талафус, Милбари) (39:48), 4-2 Найроп Б. (Патрик, Нанн) (48:03), 5-2 Полич М. (Нанн, К.Беннет) (50:04), 6-2 \| Голы \| 0-1, (07:12) Репо С. (Раутакаллио, Хагман) 0-2, (19:45) Линнонмаа Х. (Койвулахти) 6-3, (55:55) Раутакаллио П. (Линнонмаа, Риихиранта) \| | Монреаль, Форум Зрителей: 12,427 |
| Составы: США: Лопрести; Нанн(2) — Найроп, Сарджент — Фоголин(2), Чартроу(4) — Милбари(4); Уильямс(2) — Палаззари(2) — Патрик, Талафус(2) — Фторек — Хенгслебен, К.Беннет — Ахерн — Полич, Болдак — Х.Беннет — Дженсен. Финляндия: Леппянен; Раутакаллио — Риихиранта(4), Нуммелин — Сари, Флинк — Лево; Вехманен — Кетола — Э.Пелтонен, Тамминен — Хагман — Репо, Раутиайнен — Коскинен(2) — Макконен, Линнонмаа — Койвулахти(2) — Оксанен. | | |
| США | 6 : 3 (0:2, 4:0, 2:1) | Финляндия |
| Ахерн Ф. (Полич, К.Беннет) (27:20), 1-2 Фторек Р. (Хенгслебен, Милбари) (32:29), 2-2 Милбери М. (Патрик, Уильямс) (36:03), 3-2 Фторек Р. (Талафус, Милбари) (39:48), 4-2 Найроп Б. (Патрик, Нанн) (48:03), 5-2 Полич М. (Нанн, К.Беннет) (50:04), 6-2 | Голы | 0-1, (07:12) Репо С. (Раутакаллио, Хагман) 0-2, (19:45) Линнонмаа Х. (Койвулахти) 6-3, (55:55) Раутакаллио П. (Линнонмаа, Риихиранта) |

| 11.09.1976 | \| Швеция \| 2 : 1 (0:0, 0:1, 2:0) \| ЧССР \| \| Салминг Б. (Шеберг, Л-Э.Эрикссон) (50:31), 1-1 Салминг Б. (Л-Э.Эрикссон, Шеберг) (57:41), 2-1 \| Голы \| 0-1, (31:03) Мартинец В. (Махач) \| | Квебек, Колизей Зрителей: 7,500  |
| Составы: Швеция: Хёгюста; Б.Салминг — С. Салминг, Эсбьерс(2) — Валтин, Б.Йоханссон — Шеберг(2); Викстрем — Видинг — Т.Лундстрем, Хедберг — У. Нильссон — Лабраатен, Хаммерстрем — Р.Эрикссон(2) — Л-Й.Нильссон, Ольберг — Брасар — Л.-Э. Эрикссон. ЧССР: Дзурилла; Махач(4) — Поспишил, Бубла(2) — Кайкл, Халупа — Дворжак(2), Ф. Каберле; Мартинец — Новы — Аугуста(2), Эберман — Глинка(10) — И. Холик, М. Штястны — П. Штястны — Поузар, Б. Штястны. | |                                  |
| Швеция | 2 : 1 (0:0, 0:1, 2:0) | ЧССР                             |
| Салминг Б. (Шеберг, Л-Э.Эрикссон) (50:31), 1-1 Салминг Б. (Л-Э.Эрикссон, Шеберг) (57:41), 2-1 | Голы | 0-1, (31:03) Мартинец В. (Махач) |

| 11.09.1976 | \| Канада \| 3 : 1 (2:1, 1:0, 0:0) \| СССР \| \| Перро Ж. (Потвен, Лефлер) (07:08), 1-0 Халл Б. (Перро, Потвен) (17:02), 2-1 Барбер Б. (Кларк, Лапойнт) (37:33), 3-1 \| Голы \| 1-1, (10:22) Викулов В. (Б.Александров, Лутченко) \| | Торонто, Мэйпл Лиф-гарденс Зрителей: 18,040       |
| Составы: Канада: Вашон; Орр — Савар, Лапойнт — Потвен(4), Робинсон; Макдональд — Ситтлер(2) — Гейни, Дионн — Ф.Эспозито — Б.Халл, Лефлер — П.Маховлич — Шатт, Лич — Кларк — Гейни, Барбер, Перро.' СССР: Третьяк; Васильев — Билялетдинов, Гусев — Лутченко, Бабинов — Крикунов(2); Викулов — Жлуктов — Б.Александров, Мальцев(2) — Репнёв — Капустин, Скворцов — Ковин(2) — Белоусов, Лебедев, Балдерис. | |                                                   |
| Канада | 3 : 1 (2:1, 1:0, 0:0) | СССР                                              |
| Перро Ж. (Потвен, Лефлер) (07:08), 1-0 Халл Б. (Перро, Потвен) (17:02), 2-1 Барбер Б. (Кларк, Лапойнт) (37:33), 3-1 | Голы | 1-1, (10:22) Викулов В. (Б.Александров, Лутченко) |

### Турнирное положение
|              | И | В | Н | П | ЗШ | ПШ | О |
| ------------ | - | - | - | - | -- | -- | - |
| 1. Канада    | 5 | 4 | 0 | 1 | 22 | 6  | 8 |
| 2. ЧССР      | 5 | 3 | 1 | 1 | 19 | 9  | 7 |
| 3. СССР      | 5 | 2 | 1 | 2 | 23 | 14 | 5 |
| 4. Швеция    | 5 | 2 | 1 | 2 | 16 | 18 | 5 |
| 5. США       | 5 | 1 | 1 | 3 | 14 | 21 | 3 |
| 6. Финляндия | 5 | 1 | 0 | 4 | 16 | 42 | 2 |

Сокращения: И = Игры, В = Выигрыши, Н = Ничьи, П = Проигрыши, ЗШ = забитые шайбы, ПШ = пропущенные шайбы, О = Очки

## Финал

### 1-й матч финала
| 13.09.1976 | \| Канада \| 6 : 0 (4:0, 0:0, 2:0) \| ЧССР \| \| Перро Ж. (Халл, Дионн) (01:05), 1-0 Потвен Д. (Ситтлер, Лапойнт) (07:56), 2-0 Орр Б. (Эспозито) (13:34), 3-0 Лафлёр Г. (Шатт, Орр) (17:01), 4-0 Орр Б. (Эспозито, Лапойнт) (51:35), 5-0 Ситтлер Д. (Потвен) (59:59), 6-0 \| Голы \| \| | Торонто, Мэйпл Лиф-гарденс Зрителей: 16,485 |
| Составы: Канада: Вашон; Лапойнт — Савар, Орр(4) — Потвен, Робинсон; Макдональд — Ситтлер(2) — Гейни, Дионн — Перро — Б.Халл(2), Лич — Кларк — Барбер, Шатт(2) — П.Маховлич — Лафлёр, Ф.Эспозито. ЧССР: Дзурилла (Холечек 21); Махач — Поспишил, Бубла(2) — Кайкл, Халупа(4) — Дворжак; Мартинец — Новы(2) — Аугуста, Эберман — Глинка — И.Холик, Черник(2) — И.Новак — Б.Штястны, М.Штястны — П.Штястны — Поузар. | |                                             |
| Канада | 6 : 0 (4:0, 0:0, 2:0) | ЧССР                                        |
| Перро Ж. (Халл, Дионн) (01:05), 1-0 Потвен Д. (Ситтлер, Лапойнт) (07:56), 2-0 Орр Б. (Эспозито) (13:34), 3-0 Лафлёр Г. (Шатт, Орр) (17:01), 4-0 Орр Б. (Эспозито, Лапойнт) (51:35), 5-0 Ситтлер Д. (Потвен) (59:59), 6-0 | Голы |                                             |

### 2-й матч финала
| 15.09.1976 | \| Канада \| 5 : 4 (OT) (2:0, 0:1, 2:3, 1:0) \| ЧССР \| \| Перро Ж. (Лафлёр, Потвен) (01:25), 1-0 Эспозито Ф. (Потвен) (03:09), 2-0 Кларк Б. (Халл, Перро) (47:48), 3-2 Барбер Б. (Лич, Кларк) (57:48), 4-4 Ситтлер Д. (Дионн, Макдональд) (71:33), 5-4 \| Голы \| 2-1, (29:44) Новы М. (Мартинец, Махач) 2-2, (42:14) Поузар Я. (М.Штястны, Халупа) 3-3, (55:01) Аугуста Й. (Мартинец, Махач) 3-4, (56:00) Штястны М. (И.Холик, Бубла) \| | Монреаль, Форум Зрителей: 18,040 |
| Составы: Канада: Вашон; Лапойнт — Савар, Орр — Потвен(4), Робинсон; Макдональд — Ситтлер — Гейни(2), Дионн — Перро — Б.Халл, Лич(2) — Кларк — Барбер(2), Шатт — Ф.Эспозито — Лафлёр, П.Маховлич. ЧССР:(2): Холечек (Дзурилла 03.09); Махач — Поспишил, Бубла — Кайкл(2), Халупа — Дворжак; Черник(2) — Новы — Аугуста(2), Мартинец — Глинка — Б.Штястны(4), М.Штястны — П.Штястны — Поузар(2), И.Холик. | | |
| Канада | 5 : 4 (OT) (2:0, 0:1, 2:3, 1:0) | ЧССР |
| Перро Ж. (Лафлёр, Потвен) (01:25), 1-0 Эспозито Ф. (Потвен) (03:09), 2-0 Кларк Б. (Халл, Перро) (47:48), 3-2 Барбер Б. (Лич, Кларк) (57:48), 4-4 Ситтлер Д. (Дионн, Макдональд) (71:33), 5-4 | Голы | 2-1, (29:44) Новы М. (Мартинец, Махач) 2-2, (42:14) Поузар Я. (М.Штястны, Халупа) 3-3, (55:01) Аугуста Й. (Мартинец, Махач) 3-4, (56:00) Штястны М. (И.Холик, Бубла) |

| Обладатель Кубка Канады 1976 |
| Канада Первый титул          |

## Составы команд
Канада (тренер — Скотти Боумэн): вратарь — Роги Вашон; защитники — Ги Лапуэнт 7 0+4 2, Бобби Орр 7 2+7 8, Серж Савар 7 0+3 0, Дени Потвен 7 1+8 16, Ларри Робинсон 7 0+0 0, Джимми Уотсон 2 0+0 2; нападающие — Билл Барбер 7 2+0 4, Ги Лафлёр, Жильбер Перро, Реджи Лич, Ришар Мартен, Марсель Дионн, Бобби Кларк, Фил Эспозито, Бобби Халл 7 5+3 2, Дэррил Ситтлер, Боб Гейни, Пит Маховлич, Стив Шатт, Лэнни Макдональд, Дэнни Гейр.
 Чехословакия (тренер — Карел Гут): вратари — Владимир Дзурилла, Иржи Голечек; защитники — Франтишек Поспишил, Олдржих Махач, Милан Халупа, Милан Кайкл, Иржи Бубла, Мирослав Дворжак, Франтишек Каберле; нападающие — Милан Новы, Йозеф Аугуста, Богуслав Эберманн, Иван Глинка, Франтишек Черник, Иржи Голик, Владимир Мартинец, Иржи Новак, Богуслав Штястны, Мариан Штястны, Петер Штястны, Ярослав Поузар.
 СССР (тренер — Виктор Тихонов): вратарь — Владислав Третьяк; защитники — Александр Гусев, Сергей Бабинов, Валерий Васильев, Владимир Крикунов, Зинэтула Билялетдинов, Владимир Лутченко, Александр Куликов; нападающие — Сергей Капустин, Владимир Викулов, Александр Мальцев, Борис Александров, Хелмут Балдерис, Владимир Ковин, Александр Скворцов, Юрий Лебедев, Виктор Жлуктов, Виктор Шалимов, Владимир Репнёв, Александр Голиков, Валерий Белоусов.
 Швеция (тренер — Ханс Линдберг): вратари — Харди Острём, Йёран Хёгюста; защитники — Томми Бергман, Бьёрн Юханссон, Ларс-Эрик Шёберг, Матс Валтин, Стиг Сальминг, Бёрье Сальминг, Ларс-Эрик Эсбьёрс, Стиг Эстлинг; нападающие — Торд Лундстрём, Ульф Нильссон, Ханс-Инге Хаммарстрём, Ларс-Эрик Эрикссон, Андерс Хедберг, Роланд Эрикссон, Юха Видинг, Матс Ольберг, Дан Лабраатен, Пер-Улоф Брасар, Челль-Арне Викстрём, Ларс-Ёран Нильссон, Вилли Линдстрём.
 США (тренер — Боб Пулфорд): вратари — Майк Каррэн, Пит Ло Прести; защитники — Майк Милбери, Лу Нэнни, Билл Найроп, Рик Чартроу, Гэри Сарджент, Майк Кристи, Ли Фоголин; нападающие — Робби Фторек, Дин Талафус, Крэйг Патрик, Уоррен Уильямс, Курт Беннетт, Фред Ахерн, Майк Полич, Алан Хэнгслебен, Харви Беннетт-мл., Стив Дженсен, Джо Норис, Джерри О'Флаэрти, Дуг Палаццари, Дэнни Болдак.
 Финляндия (тренер — Лассе Хейккиля): вратари — Антти Леппянен, Маркус Маттссон; защитники — Тимо Нуммелин, Пекка Раутакаллио, Хейкки Риихиранта, Тапио Флинк, Тапио Лево, Тимо Саари, Лассе Литма, Йоуни Пелтонен; нападающие — Матти Хагман, Кари Макконен, Вели-Пекка Кетола, Пертти Койвулахти, Лассе Оксанен, Юхани Тамминен, Сеппо Репо, Тапио Коскинен, Матти Раутиайнен, Харри Линнонмаа, Эса Пелтонен, Йорма Вехманен, Ханну Капанен, Йоуни Ринне.

## Статистика

### Набранные очки
| Игрок             | И | Г | П | О |
| ----------------- | - | - | - | - |
| Виктор Жлуктов    | 5 | 5 | 4 | 9 |
| Бобби Орр         | 7 | 2 | 7 | 9 |
| Дени Потвен       | 7 | 1 | 8 | 9 |
| Бобби Халл        | 7 | 5 | 3 | 8 |
| Милан Новы        | 7 | 5 | 3 | 8 |
| Жильбер Перро     | 7 | 4 | 4 | 8 |
| Владимир Викулов  | 5 | 4 | 3 | 7 |
| Бёрье Салминг     | 5 | 4 | 3 | 7 |
| Фил Эспозито      | 7 | 4 | 3 | 7 |
| Александр Мальцев | 5 | 3 | 4 | 7 |
| Владимир Мартинец | 7 | 3 | 4 | 7 |

Сокращения: И = Сыгранные матчи; Г = Голы; П = передачи; О = очки;

### Рейтинг вратарей
В список включены голкиперы, сыгравшие как минимум 120 минут.
| Игрок             | И | В | Н | П | СМ | ГМ   |
| ----------------- | - | - | - | - | -- | ---- |
| Роги Вашон        | 7 | 6 | 0 | 1 | 2  | 1,39 |
| Владимир Дзурилла | 5 | 1 | 1 | 3 | 1  | 2,36 |
| Владислав Третьяк | 5 | 2 | 1 | 2 | 1  | 2,80 |
| Пит Лопрести      | 2 | 1 | 0 | 1 | 0  | 3,00 |
| Иржи Голечек      | 5 | 2 | 0 | 0 | 1  | 3,25 |

Сокращения: И = Сыгранные матчи; В = Выигрыши; Н = Ничьи; П = Поражения; СМ = Сухие матчи; ГМ = Среднее число пропущенных голов за матч

### Индивидуальные награды
Самый ценный игрок турнира:
- Бобби Орр

Самые ценные игроки команд-участниц:
- Роги Вашон
- Милан Новы
- Александр Мальцев
- Бёрье Салминг
- Робби Фторек
- Матти Хагман

Символическая сборная:
- Вратарь:  Роги Вашон
- Защитники:  Бобби Орр,  Бёрье Салминг
- Нападающие:  Александр Мальцев,  Милан Новы,  Дэррил Ситтлер